# Teldec

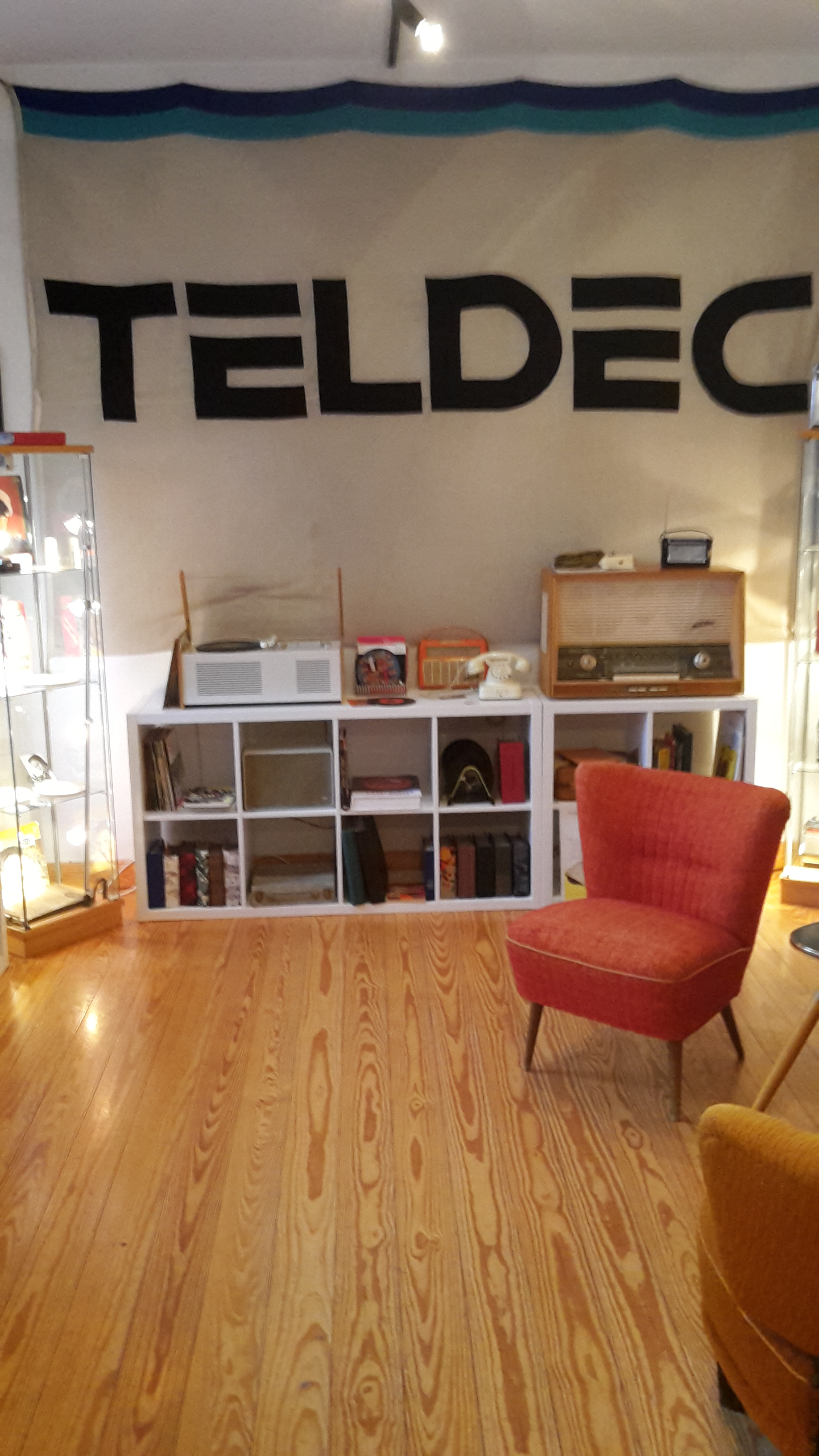
Teldec

Teldec est le label d'une compagnie de disque indépendante. C'est surtout l'ancien nom du label classique Teldec Classics, de Warner Classics, aujourd'hui intégré - tout comme Erato - à Warner Classics & Jazz.
C'est l'association des firmes Telefunken, et de Decca. Cette firme a tenté de commercialiser, au milieu des années 1970, un vidéodisque analogique, en Allemagne, ce fut un énorme échec commercial.